# Šventoji (fiume)
Lo Šventoji (in lituano vuol dire il Santo) è il più lungo fiume della Lituania: la attraversa in vari distretti ed è anche il più grande affluente del Neris. Sorge dal lago Samanis nel Parco regionale di Gražutė e termina nel Neris all’altezza di Jonava Il più grande affluente dello Šventoji è il fiume Širvinta.

## Descrizione
Il fiume sorge nella Samogizia orientale e durante il suo percorso attraversa città quali Anykščiai, Kavarskas, Užpaliai e Ukmergė. Tra il 1963 e il 1964 fu costruita una diga presso Kavarskas al fine di creare un bacino d'acqua: il risultato della costruzione ha finito per far confluire lo Šventoji col fiume Nevėžis. Ad oggi, la diga è dismessa perché risultata troppo costosa la manutenzione e poco efficaci i risultati che l'amministrazione lituana proponeva di raggiungere. Inoltre, violava diverse normative che nei decenni si erano venute a costituire: tra le più rilevanti sicuramente quelle comunitarie ricevute dal Paese baltico a seguito dell'adesione all'Unione europea.
Nel 1959 ebbe luogo la creazione del secondo lago artificiale più largo di Lituania, nei pressi di Antalieptė: il bacino veniva rifornito dalle acque dello Šventoji.
Il fiume è divenuto meta turistica sia per la bellezza delle 50 isolette che lo Šventoji lambisce durante il suo corso, sia perché discreta zona di pesca.
Chiama a sé diversi affluenti, tra cui il più lungo è il Širvinta.

## Galleria d'immagini

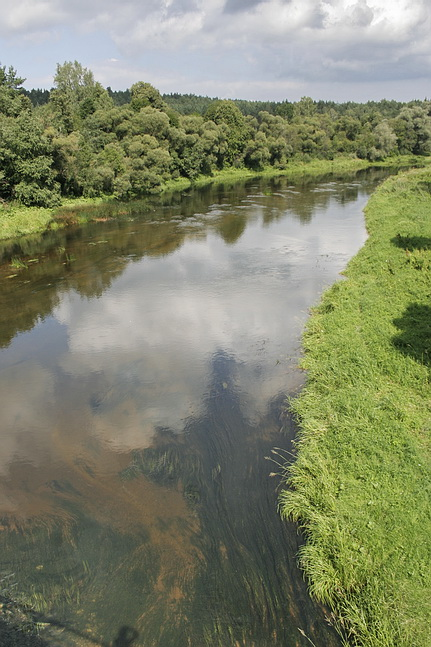
Il fiume attraversa Vepriai
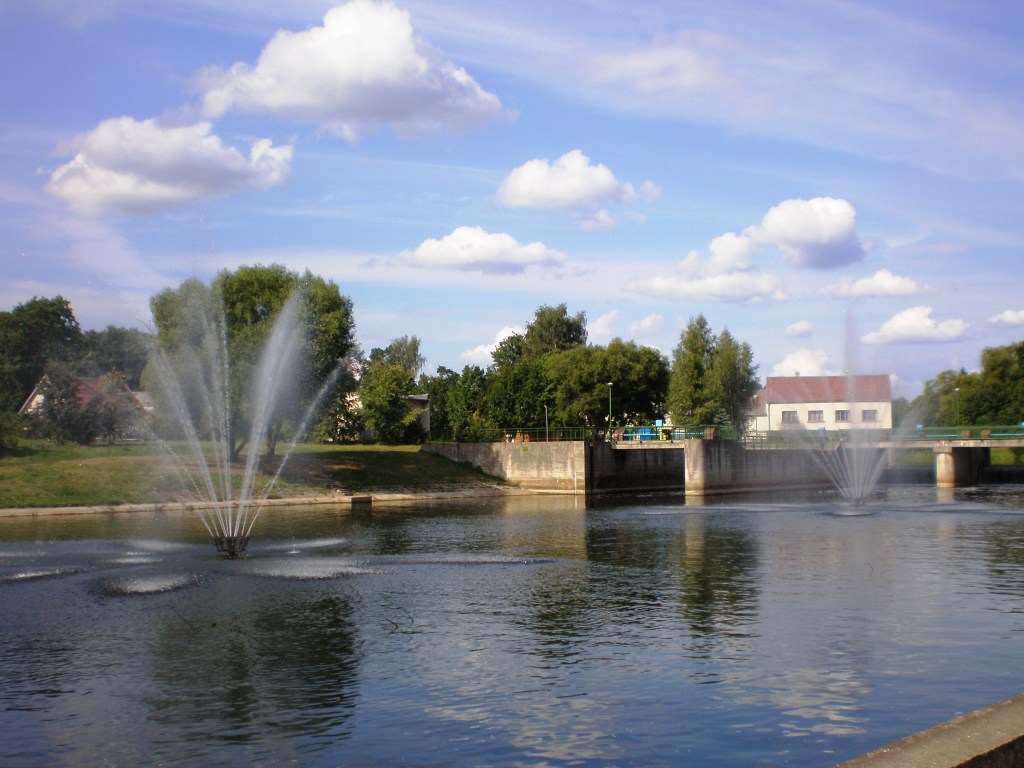
Il fiume attraversa Anykščiai
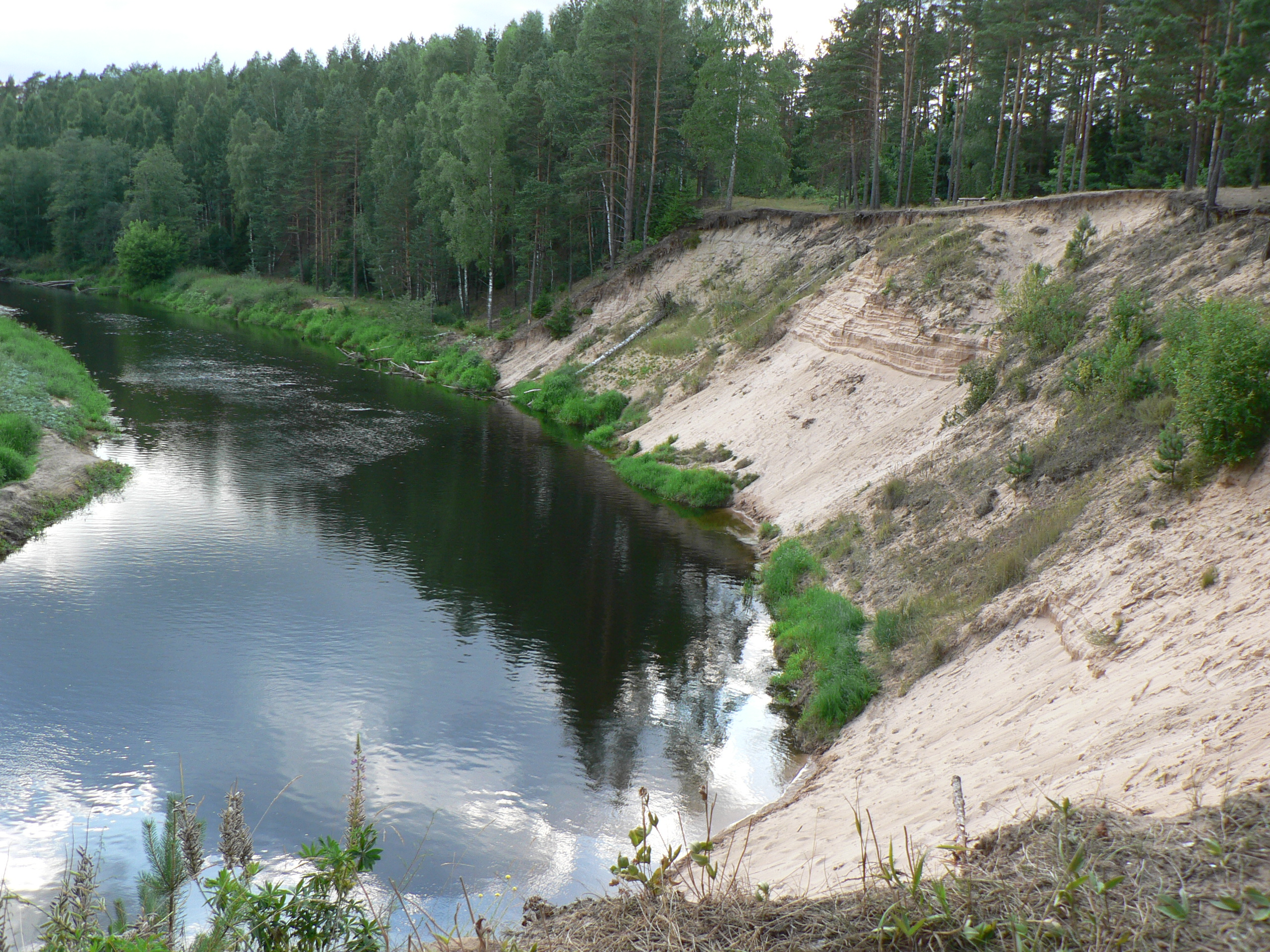
Il fiume attraversa Mikieriai
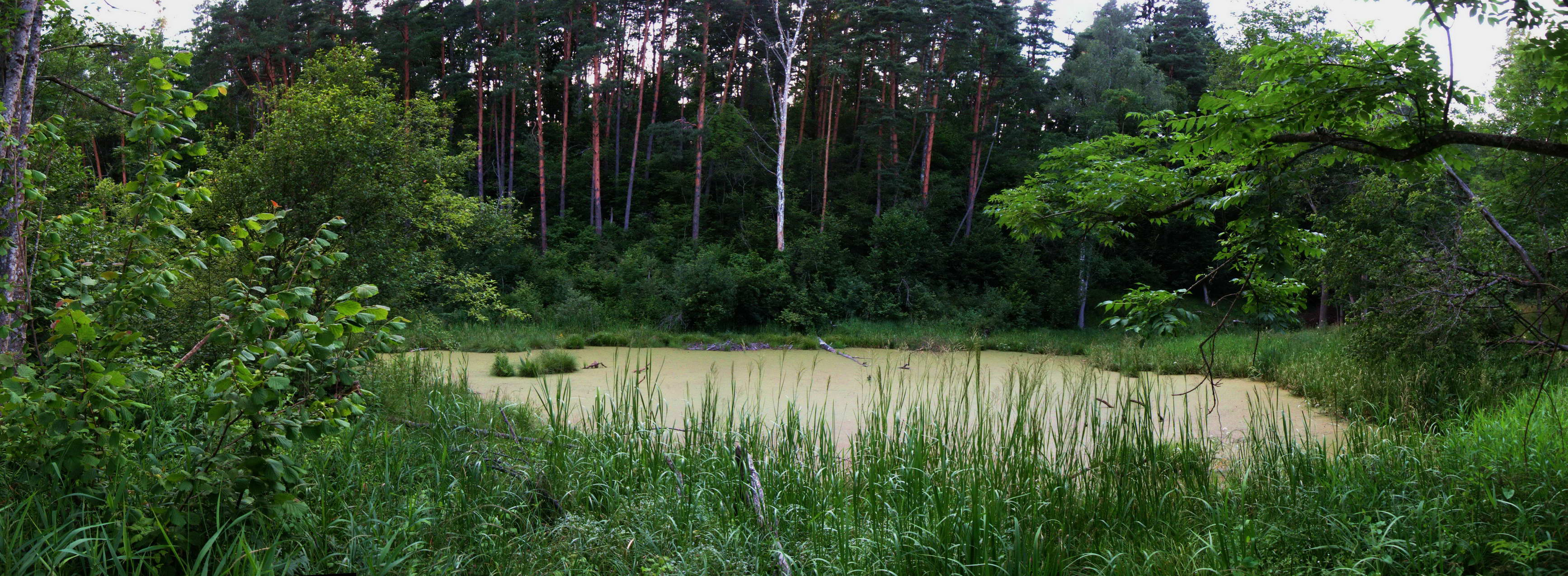
Santuario dedicato al fiume Šventoji
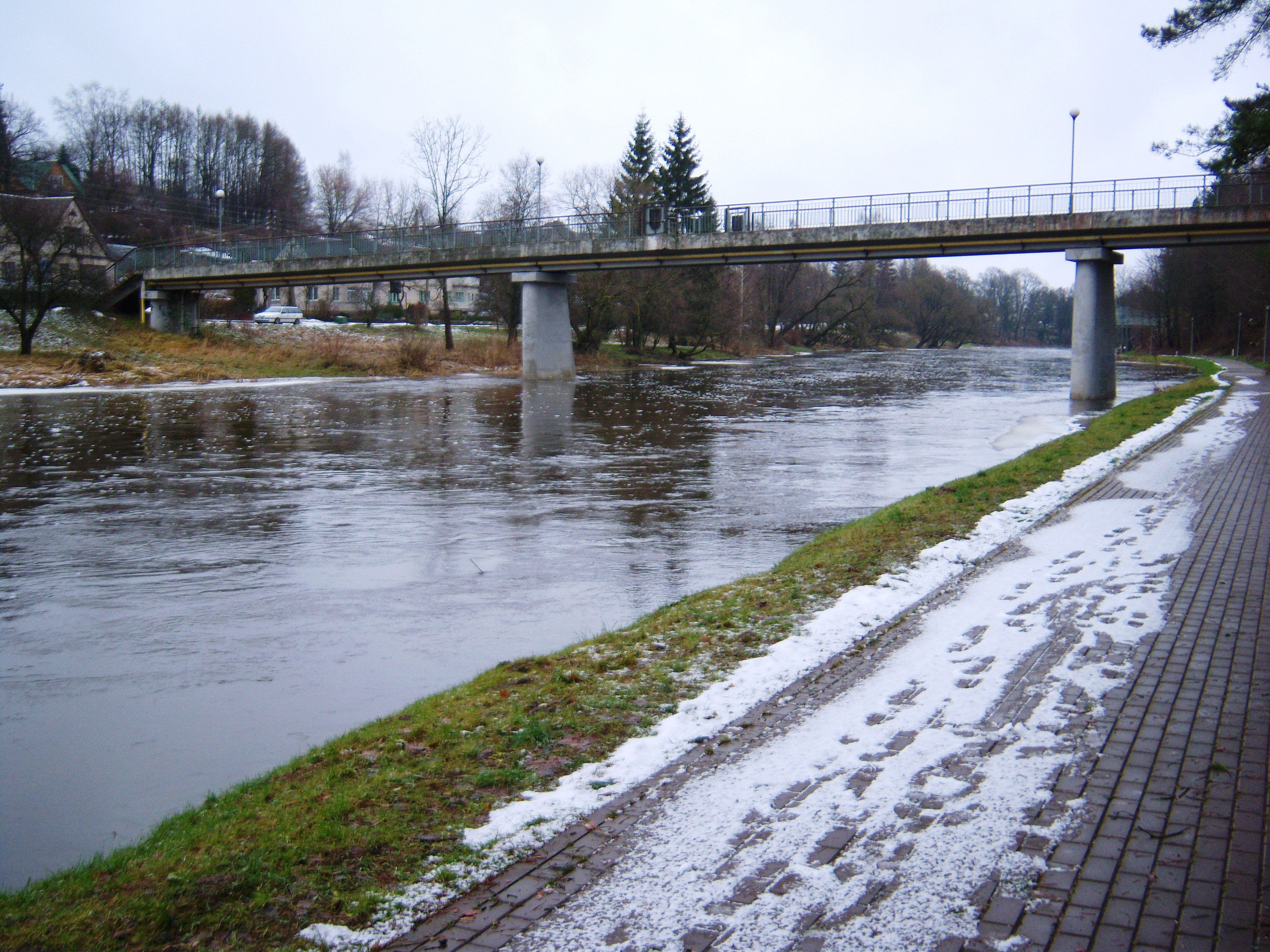
Ponte pedonale presso Anykščiai
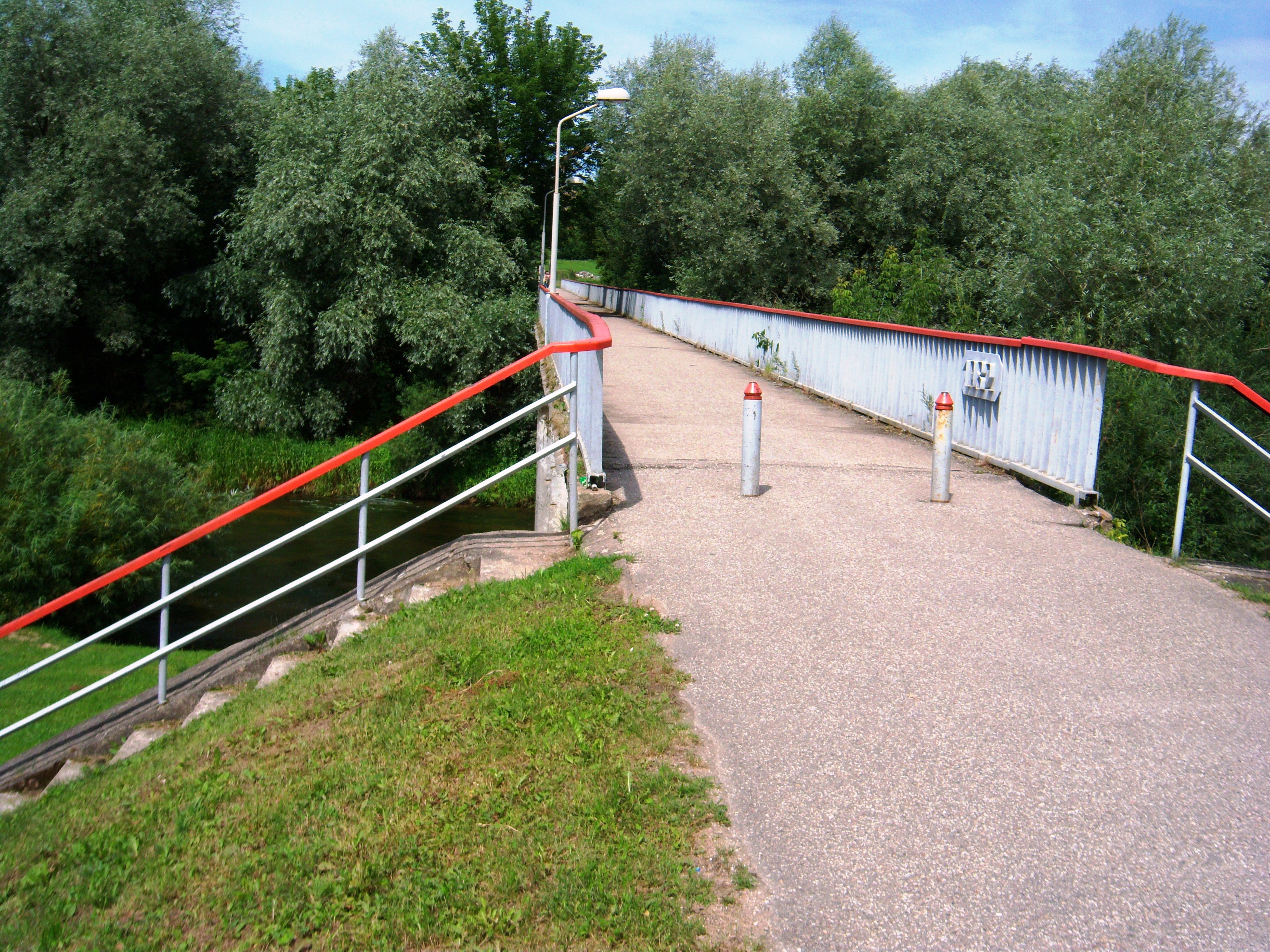
Ponte pedonale presso Ukmergė
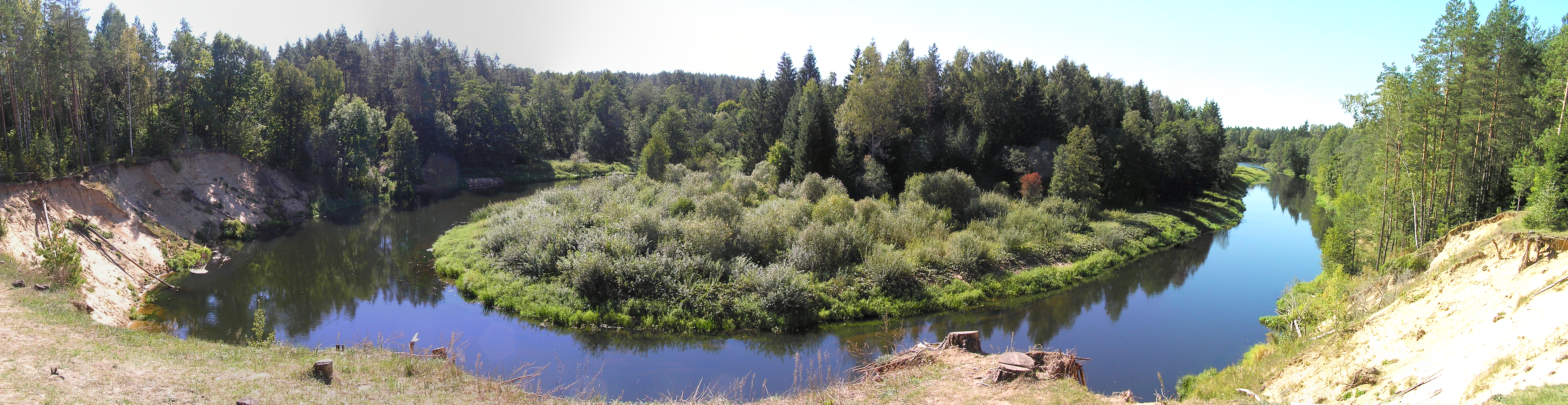
Isole sul fiume